# Gökskulla
Gökskulla är ett bostadsområde i tätorten Tahult i Landvetters socken, Härryda kommun. 
Fram till och med år 1995 klassades orten som en småort. 2000 hade Gökskulla växt samman med tätorten Tahult.